# Кратцерт, Ханс (генерал)
Ханс Кратцерт (нем. Hans Kratzert; 19 января 1883, Баутцен — 3 июля 1958, Франкфурт-на-Майне) — немецкий военный, участник Первой и Второй мировых войны, генерал-лейтенант Вермахта.

## Биография
Родился 19 января 1883 года в Баутцене. В 1901 году окончил Дрезденский кадетский корпус и поступил на службу в Саксонскую армию, с 1 апреля 1901 года направлен в 7-й полк полевой артиллерии 77-й армии в Лейпциге в звании прапорщика. После окончания военной школы в Анкламе в конце августа 1902 года произведён в лейтенанты, 1 ноября 1912 года стал полковым адъютантом, а 21 мая 1914 года — получил звание гауптмана.

### Первая мировая война
После начала Первой мировой войны вместе со своим полком в составе 1-й пехотной дивизии участвовал в боях на Западном фронте.
В качестве командира 1-й батареи он проявил себя во время битвы на Сомме 24 августа 1916 года при отражении английской атаки и семь дней спустя во время немецкой атаки. За это 6 октября 1916 года он был награжден Рыцарским крестом военного Ордена Святого Генриха.
Также был награжден обеими степенями Железного Креста, Рыцарским крестом I степени Ордена за заслуги и Орденом Альбрехта с мечами.

### Межвоенный период
После окончания войны служил в Рейхсвере на различных штабных должностях уровня полков и дивизий.
На момент создания Вермахта в октябре 1934 года был командиром учебного штаба артиллерийского училища, в октябре 1935 года произведён в генерал-майоры.
С 6 ноября 1936 г. по 1 марта 1938 г. он был командиром артиллерии в недавно созданном 8-й военный округ (вермахт)8-м военном округе, и 1 января 1938 г. получил звание генерал-лейтенанта, назначен артиллерийским офицером Западного укрепленного района, до 24 ноября 1938 года. Затем до сентября 1939 года служил в штабе 2-й группы армий во Франкфурте-на-Майне.

### Вторая мировая война
С 1 сентября 1939 годабыл назначен командиром сформированной 251-й пехотной дивизии.
Дивизия участвовала в шестидневной Французской кампании.
С началом операции «Барбаросса» дивизия была отправлена в Россию. 2 августа 1941 года завязались ожесточенные бои за высоты к юго-западу от Великих Лук, в ходе которых дивизия была разгромлена и понесла тяжелые потери. В результате 6 августа 1941 года был отстранён от должности и переведён в командный резерв, проведённое следствие не нашло его вины.
С 20 сентября 1941 года — старший артиллерийский командир 303-й пехотной дивизии 18-й армии.
14 января 1942 года награждён Немецким крестом в золоте и с 15 февраля 1942 года переведён в резерв.
С 17 апреля 1943 года и до конца войны он занимал должность командующего армейским тылом 585-го тылового района относившегося к 4-й танковой армии.
После капитуляции находился в плену у союзников с 8 мая 1945 по 1947 год.
Затем до своей смерти 3 июля 1958 года проживал в ФРГ во Франкфурте-на-Майне.